# Hans Fritzsche

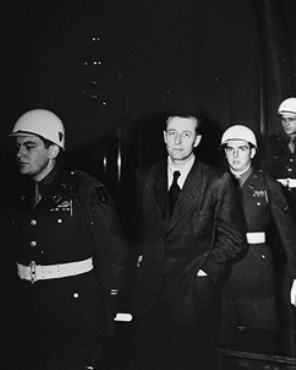
Fritzsche auf dem Weg in den Gerichtssaal in Nürnberg (1945/46)

August Franz Anton Hans Fritzsche (* 21. April 1900 in Bochum; † 27. September 1953 in Köln-Merheim) war ein deutscher Journalist und bekleidete verschiedene Funktionen im Reichsministerium für Volksaufklärung und Propaganda (RMVP). Durch seine wöchentliche Sendung „Hier spricht Hans Fritzsche“ war Fritzsche vielen Hörern des Reichsrundfunks bekannt.
Fritzsche gehörte zu den 24 im Nürnberger Prozess gegen die Hauptkriegsverbrecher vor dem Internationalen Militärgerichtshof Angeklagten. Er wurde am 1. Oktober 1946 in allen Anklagepunkten freigesprochen. Im Rahmen der Entnazifizierung verurteilte anschließend eine Spruchkammer Fritzsche zu neun Jahren Arbeitslager. 1950 wurde er durch eine Amnestie vorzeitig aus der Haft entlassen.

## Leben
Hans Fritzsche war das zweite Kind einer Familie des gehobenen Beamtenstandes. Durch die Stellung seines Vaters als Postdirektor verbrachte er seine Schulzeit in Dresden und Leipzig. Nach dem Abschluss seiner Schullaufbahn nahm er am Ersten Weltkrieg teil und diente bei der 6. Kavallerie-Schützen-Division zwischen April und Oktober 1918. Nach Kriegsende begann er ein Studium mit den Fächern Philologie, Geschichte und Philosophie an den Universitäten Greifswald und Berlin, das er jedoch nicht beendete. Fritzsche, seit 1923 Mitglied der DNVP, war ab 1923 Schriftleiter der Preußischen Jahrbücher und von 1924 bis 1932 Schriftleiter bei Alfred Hugenbergs Nachrichtendienst Telegraphen-Union. Seit September 1932 war Fritzsche Leiter des „Drahtlosen Dienstes“, einer Agentur der Reichsregierung unter Franz von Papen.
Nach der „Machtergreifung“ trat er zum 1. Mai 1933 in die NSDAP ein (Mitgliedsnummer 2.637.146) und wurde im selben Jahr Leiter des Nachrichtenwesens in der Presseabteilung des Reichspropagandaministeriums von Joseph Goebbels. Dort wurde er bis 1945 mehrmals befördert: 1938 wurde er zunächst zum Stellvertreter, später zum Leiter der Abteilung „Deutsche Presse“ ernannt, ab 1942 leitete er die Rundfunkabteilung. In der Endphase des Krieges verbreitete er Durchhalteparolen. Im Oktober 1942 wurde Fritzsche zum Ministerialdirektor befördert. Nach einer kurzen Dienstzeit an der Ostfront in einer Propagandakompanie, wurde er im November 1942 Leiter der Rundfunkabteilung des Propagandaministeriums und Generalbevollmächtigter für die politische Organisation des Großdeutschen Rundfunks.
Nach der Schlacht um Berlin unterzeichnete Fritzsche am 2. Mai 1945 als vermutlich ranghöchster in der Stadt verbliebener Regierungsbeamter die bedingungslose Kapitulationserklärung für Berlin. Er half Soldaten der Roten Armee, die Leichen der Familie Goebbels zu identifizieren. Anschließend wurde er nach Moskau verbracht, dort in Einzelhaft in der Lubjanka gefangen gehalten und schließlich nach Nürnberg überstellt.
Im Nürnberger Prozess gegen die Hauptkriegsverbrecher wurde Fritzsche auf Betreiben der Sowjetunion mit angeklagt, denn diese war bestrebt, auch von ihr festgenommene Kriegsverbrecher in Nürnberg abzuurteilen. Von ihren ursprünglich sechs Kandidaten waren nach Beratung mit den anderen Anklagemächten Erich Raeder und Fritzsche übriggeblieben. Fritzsche wurde als „Ersatz für Joseph Goebbels“, der sich bei Kriegsende selbst getötet hatte, angeklagt. Fritzsche wurde in dreien der vier Anklagepunkte von Nürnberg vor Gericht angeklagt. „Vor dem Internationalen Militärgerichtshof schien er seine ehemalige Rolle zu bereuen und bezeichnete sich als stets über die wahre Lage getäuschtes Opfer.“ Das Gegenteil war ihm in Nürnberg nicht nachzuweisen. So konnte er beispielsweise unwiderlegt behaupten, er habe vom Massaker von Lidice und vom Massaker in Ležáky erst im Nürnberger Prozess Kenntnis erlangt. Dass es über diese Massaker eine Meldung im deutschen Radiosender Prag und mindestens zwei Meldungen in den deutschen Besatzungszeitungen im Reichsprotektorat Böhmen und Mähren gegeben hatte, konnte im Prozess des Jahres 1945/1946 nicht nachgewiesen werden. Am 30. September 1946 wurde Fritzsche freigesprochen, womit er nicht gerechnet hatte.
Kurze Zeit nach der Freilassung durch die Alliierten stellten deutsche Behörden Fritzsche in Nürnberg in einem Spruchkammerverfahren erneut vor Gericht. Die Behörden – allen voran der Generalstaatsanwalt Thomas Dehler – strengten sich an, belastendes Material heranzuschaffen; sie forderten die Bevölkerung sogar per Zeitungsanzeigen auf, Belastungsmaterial und Zeugen zur Verfügung zu stellen. Es gab ein Erstverfahren und ein Berufungsverfahren. In letzterem wurde Fritzsche zum einen wegen seiner Rolle als „führender Propagandist“ verurteilt, der wegen seines offiziösen Auftretens einen starken Einfluss auf die Willensbildung des deutschen Volkes gehabt habe. Zum Zweiten hieß es, er habe zwar „nicht direkt zur Verfolgung der Juden und ihrer Ausrottung aufgerufen, aber durch seine Propaganda in starkem Maße dazu beigetragen, eine hierfür günstige Stimmung im Volk zu schaffen“. Er habe drittens der „Karriere zuliebe die verbrecherischen Seiten des NS-Regimes ausgeblendet“ und so zum Belügen der deutschen Bevölkerung beigetragen. Zusätzlich belastete ihn, dass er in eine Anzeige gegen den Nürnberger Brandmeister Johann Wild bei der Gestapo verwickelt war. Wild war danach von einem Sondergericht zum Tode verurteilt worden. Ein anderes belastendes Moment war, dass Fritzsche im Jahr 1943 einen Artikel von Goebbels im Rundfunk vorgelesen hatte, der zum Lynchmord an abgeschossenen alliierten Fliegern aufrief. Das Gericht verurteilte ihn zu neun Jahren Arbeitslager, zusammen mit einem auf Lebenszeit verhängten Verbot, sich jemals wieder publizistisch zu betätigen oder als Lehrer oder Erzieher zu arbeiten.
Nach einer Amnestie kam Fritzsche bereits Ende September 1950 frei und arbeitete unter anderem als Werbeleiter in der rheinisch-westfälischen Industrie und zuletzt für eine französische Kosmetikfirma. Unter dem Namen seiner Frau Hildegard Springer veröffentlichte er zwei Bücher („Es sprach Hans Fritzsche“ und „Das Schwert auf der Waage“). Seine Frau war selbst im Propagandaministerium tätig gewesen. Sie hatten erst 1951 geheiratet.
In den frühen 1950er Jahren gehörte Fritzsche dem Naumann-Kreis an, einer Gruppe exponierter Nationalsozialisten, die das Ziel hatten, die FDP nationalsozialistisch zu unterwandern. Er selbst gehörte der FDP zwar nicht an, war aber an Vorbereitungen zum sogenannten Deutschen Programm beteiligt, das Wolfgang Diewerge für Friedrich Middelhauve entworfen hatte.
Schwer an Lungenkrebs erkrankt, starb Hans Fritzsche am 27. September 1953 in Köln an den Folgen einer Operation.

## Veröffentlichungen
- Ein deutscher Grenzenlandkampf im ausgehenden Mittelalter – Die Abwehrbewegung deutschen Volkstums gegen Burgund. Berlin: Verlag Baruth/Mark 1937. Hochschulschrift: Heidelberg, Phil. Diss., 1938.
- Krieg den Kriegshetzern. 8 Wochen politische Zeitungs- und Rundfunkschau. Mit einem Vorwort von Hans Fritzsche. Brunnen Verlag Bischoff, Berlin 1940.
- Zeugen gegen England von Alexander bis Woolton. Völkischer Verlag, Düsseldorf 1941.
- Erlebnisse einer Fernaufklärer-Staffel in Polen. Bischof & Klein, Lengerich 1942.
- Hier spricht Hans Fritzsche. Interverlag AG, Zürich 1948.
- Es sprach Hans Fritzsche: nach Briefen, Gesprächen und Dokumenten. Von Hildegard Springer. Thiele, Stuttgart 1949.
- Das Schwert auf der Waage: Hans Fritzsche über Nürnberg. Nach seinen Berichten hrsg. von Hildegard Springer. Vowinckel-Verlag, Heidelberg 1953.